# Højesteret (Tyskland)
 For alternative betydninger, se Højesteret (flertydig). (Se også artikler, som begynder med Højesteret)
Den tyske højesteret eller Bundesgerichtshof (forkortet BGH, dansk: Forbundshøjesteretten) er den øverste og sidste instans i det tyske retssystem i civile og straffesager, og dens funktion kan derfor i mange henseender sammenlignes med den danske højesteret.
Sager, der vedrører den tyske grundlov, afgøres dog ved den tyske forfatningsdomstol, Bundesverfassungsgericht.
Bundesgerichtshofs forgænger, Reichsgericht, blev oprettet i 1879 i Leipzig. Efter 2. verdenskrig blev Leipzig en del af den sovjetiske zone og dermed placeret i DDR. Ved (gen)oprettelsen af Vesttysklands højesteret placerede man i stedet institutionen i Karlsruhe. Efter genforeningen 1990 blev en anden af de fem øverste domstole igen placeret i Leipzig, nemlig Bundesverwaltungsgericht.
Betegnelsen Højesteret er forsimplet, da Tyskland udover Bundesgerichtshof har fire andre domstole, der er højeste instanser inden for hver deres retsområde. Disse er Bundesarbeitsgericht, Bundesfinanzhof, Bundessozialgericht og Bundesverwaltungsgericht.
49°00′22″N 8°23′48″Ø / 49.0061°N 8.3967°Ø